# Vingt-et-un (jeu télévisé)
Pour les articles homonymes, voir 21 (homonymie).
Vingt-et-un est un jeu télévisé québécois adapté du concept américain Twenty-One (en), produite par Productions Casablanca, animée par Guy Mongrain, diffusé du lundi au vendredi du 6 septembre 2004 au 20 mai 2005 sur le réseau TVA.

## Principe de jeu
Deux concurrents, un champion et un adversaire, sont placés dans des cabines insonorisées avec des écouteurs. La cabine du champion est éteinte quand l'animateur présente une catégorie à l'adversaire et lui demande de choisir une valeur de point pour jouer, de un à onze points. Plus la valeur des points est élevée, plus la question est difficile. Toutes les questions sont à quatre choix de réponses. Une bonne réponse fait gagner des points, mais une mauvaise réponse fait perdre une vie. Chaque joueur a droit à trois vies par partie. Après trois vies perdues, le joueur est automatiquement éliminé (il est possible que les deux joueurs soient éliminés du jeu, en raison de la perte des 3 vies chacun). Après la question, la cabine de l'aspirant est éteinte et le champion joue avec la même catégorie.
Les joueurs ne sont pas conscients de leur pointage. Le but du jeu est de marquer 21 points, ou d'avoir le plus grand nombre de points possibles, après trois rondes de questions. Après deux rondes, les deux cabines sont ouvertes et les joueurs se voient donner l'option d'arrêter le jeu. Si l'un des deux joueurs a mis fin à la partie, celui qui mène à ce stade gagne. Si l'aspirant marque 21 points avant le champion, ce dernier se voit donner une dernière chance de rattraper pour parvenir à égaliser ; dans ce cas, la cabine de l'aspirant est ouverte pour entendre le reste de la partie.
Les gains cumulés du champion sont fonction de cette structure :
- Partie 1 : 250 $
- Partie 2 : 500 $
- Partie 3 : 1 500 $
- Partie 4 : 3 500 $
- Partie 5 : 5 500 $
- Partie 6 : 12 500 $
- Partie 7 : 20 000 $

Après la septième partie, la huitième serait pour 250 $, et ainsi de suite jusqu'à ce qu'il perde et qu'il reparte avec tous ses gains accumulés.

## La seconde chance / Appel à l’aide
Une fois par partie, un joueur peut appeler sa « seconde chance », qui est une personne désignée (un ami ou un membre de la famille) pour l’aider à répondre à une question. Dans ce cas, si le joueur obtient une mauvaise réponse, il perd deux vies.

## Bris d’égalité
Si le jeu se termine par un match nul, les concurrents se voient poser une question, et le premier à sonner peut répondre. Si c'est la bonne réponse, il gagne la partie et joue au « JEU BONI ». Si c'est la mauvaise réponse, son adversaire a un droit de réplique, et s'il donne alors une mauvaise réponse, une nouvelle question est posée.

## Jeu Boni
Le gagnant se voit jouer à un jeu boni. Le champion se fait donner une catégorie, où six questions de « vrai ou faux » sont posées. Chaque question vaut progressivement de 100 $ à 600 $ (par tranche de 100 $) et les gains sont cumulés. Le joueur peut décider d'arrêter après chaque bonne réponse, mais une mauvaise réponse met fin au jeu et lui fait perdre tout l'argent accumulé dans le jeu boni (cependant, l'argent gagné précédemment est garanti). Un maximum de 2 100 $ peut être gagné dans cette phase du jeu.